# Artocarpus integer
Artocarpus integer comúnmente conocido como jaca de la India (también yaca, djaca o djaka) o cempedak (pronunciado "chem-pe-dak"), es una especie de árbol de la familia Moraceae, y en el mismo género que el árbol del pan y jaca. Es originaria de Asia sur-oriental, desde Indonesia y la península de Malaca hasta la isla de Nueva Guinea. También se cultiva y se consume en los estados de Andhra Pradesh, Tamil Nadu y Kerala en la India. Además, el árbol también ha sido introducido en Queensland, Australia.

## Descripción
Los árboles Cempedak son grandes, y de hoja perenne. Pueden crecer hasta una altura de 20 m, aunque la mayoría sólo llegan a una docena de metros. Los árboles son monoicas, con flores masculinas y femeninas en el mismo árbol. Hay muchas variedades, aunque pocas han sido nombradas. El árbol crece vigorosamente y brinda cosechas abundantes de fruta una o dos veces al año.

### Fruto
El sincarpo puede ser cilíndrico o de forma esférica, y mide unos 10 a 15 cm de ancho y unos 20 a 35 cm de longitud. La piel delgada y correosa es de color verdoso, amarillento a marrón y está estampada con hexágonos que, o bien poseen protuberancias o facetas planas.
Los arilos, comestibles carnosos rodean las grandes semillas comestibles, que parecen castañas, formando una capa gruesa. Es de color blanco amarillento a naranja, dulce y fragante, suave, resbaladizo y viscosa en la lengua y un poco fibrosa. El sabor de la fruta es similar a la jackfruit y fruta de pan con un toque de durian. Las semillas son esferas aplanadas o alargadas, que miden 2-3 cm de longitud. Se les quita la piel trasparente, después se cuecen y se les quita la cáscara color café. 

## Usos
La fruta es muy popular en su área nativa. La carne puede ser consumida fresca o ser luego de procesada. Se preparan buñuelos embebiendo los arilos en un rebozado líquido y friéndolos en aceite, los mismos  se venden en las calles de Malasia. Las semillas pueden prepararse  fritas, hervidas o a la plancha y luego se pelan y se comen con un poco de sal. Tienen un sabor similar al de las castañas de agua. La fruta joven, al igual que la yaca, se puede utilizar como verdura.
La madera es de buena calidad, es resistente y duradera, por lo que a menudo se la utiliza como material de construcción de muebles para el hogar o barcos. La corteza fibrosa se puede utilizar para hacer cuerdas. También se obtiene colorante amarillo a partir de la madera.
En Borneo, la piel de la Cempedak (o tiwadak en Banjarese) puede ser procesada para preparar un alimento llamado mandai o que algunos denominan dami. El mandai se prepara pelando de la fruta hasta que se vea blanca, luego se la sumerge en salmuera para preservar y suavizar la textura. La fruta puede ser mantenida en salmuera por unas horas o incluso hasta un mes. El mandai suele consumirse frito.

## Fotos del fruto

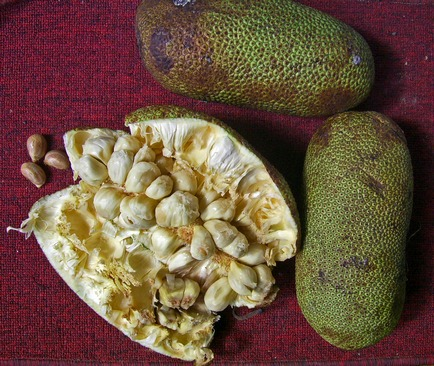
Fruta entera y en rodajas
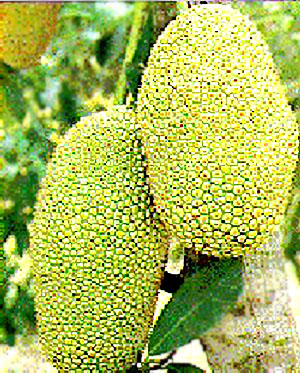
Fruta de Cempedak en el árbol
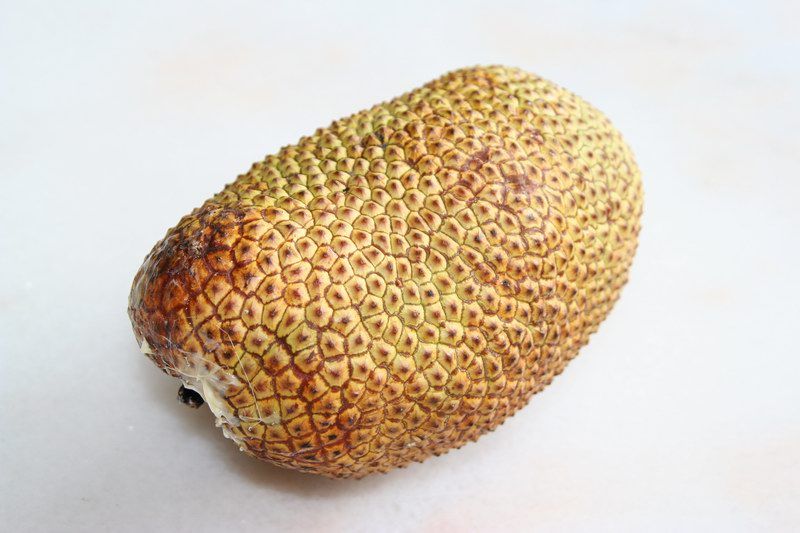
La fruta entera de Cempedak